# Numidio Quadrato
Numidio Quadrato är en station på Roms tunnelbanas Linea A. Stationen är belägen vid Via Tuscolana i området Quadraro i Municipio V i sydöstra Rom och togs i bruk 1980. Stationen är uppkallad efter den tidigare gatan Via Numidio Quadrato, vilken fick sitt namn efter den romerske konsuln Marcus Numidius Quadratus (138–182).
Stationen Numidio Quadrato har:
- Biljettautomater

## Kollektivtrafik
- Busshållplats för ATAC

## Omgivningar
- Alexander Severus mausoleum (Monte del Grano)
- Via Tuscolana
- Quadraro
- Viale dei Consoli

### Kyrkobyggnader
- Santa Maria del Buon Consiglio a Porta Furba